# 瑞州 (金朝)
瑞州，金朝到明朝设置的州。
瑞州是遼國的来州归德军，金太祖天辅七年（1123年）被女真奪得。归德军节度使统辖润州、迁州、隰州。迁州废为镇。皇统三年（1143年），废润州为海阳县（今河北省秦皇岛市海阳鎮）、废隰州为海滨县（今辽宁省兴城市西南70里东辛庄鎮东关站）。金海陵王天德三年（1151年）改為宗州。治所在来宾县（今辽宁省绥中縣南50里前卫鎮）。金章宗明昌六年（1195年）来宾县改為宗安县。泰和六年（1206年）宗安县改為瑞安县，宗州改為瑞州，八年（1208年）為下等节度州。金宣宗貞祐三年（1215年）廢棄于蒙古。
元朝瑞州属大宁路。明太祖洪武初年，瑞州属永平府。洪武七年（1374年）七月，废瑞州。洪武二十六年（1393年）正月置广宁前屯卫。